# Charles Antoine Fontaine
Pour les articles homonymes, voir Fontaine.
Charles Antoine Fontaine, est né à Cherbourg, en Normandie en 2 janvier 1864 et mort, le 13 décembre 1943 à Toulon, est un Officier de la Marine française.

## Biographie
Fils de Charles Louis Fontaine (1818-1868), commissaire de la Marine du port de Cherbourg, il est au collège de Cherbourg en section maritime et boursier en 1878. Il prépare entre à l'École navale en 1879, qu'il intègre en 1881.
Nommé Aspirant de 2e Classe en aout 1881 et de 1re Classe le 5 octobre 1882, et Enseigne de vaisseau à Cherbourg le 5 octobre 1884. Il embarque à bord du cuirassé Marengo, en juillet 1883. Promu Enseigne de vaisseau  en août 1884
En septembre 1884, il est à bord de la canonnière Hyène. il appareille de Toulon vers le Tonkin en même temps que le Jaguar, de la Division navale du Tonkin, en compagnie d'Albert Frot (1862-1918), enseigne de vaisseau  et Frédéric Paul Moreau (1858-1929) Second, sous le commandement du commandant Aristide Bernard (1844-1908) et celui de Jean-Olivier Bonnin de La Bonninière de Beaumont (1840-1906), commandant la division navale. En 1886, après 33 mois de campagne, il est de retour, et affecté à la défense mobile du port de Toulon.
En 1887, il est officier en second sur L'Ouragan, de Saint-Nazaire à Toulon. En 1888 il est nommé comme officier-adjoint à la manœuvre sur le cuirassé Courbet, et en 1889, officier des montre et de manœuvre. Charles Antoine Fontaine est en 1889 sur le torpilleur La Salve, de la Classe Bombe, sous le commandement du commandant Gaston Elzear Ernest d'Aboville (1847-1934).
Lieutenant de vaisseau le 12 novembre 1889, il est à bord de L'Algésiras, vaisseau-école des torpilles et le 15 décembre de la même année il obtient son brevet d'officier torpilleur.
il est le 1er janvier 1892 à bord du cuirassé Marceau, dans l'escadre de la Méditerranée et reçoit un témoignage de satisfaction du ministre de la Marine,Jules Roche, pour son travail sur la description du compartimentage du Marceau. Le 1er janvier 1894 il est à bord du croiseur Hirondelle, en Tunisie comme officier en second. Il est fait chevalier de la Légion d'honneur à la fin de l'année. Le 1er janvier 1896. En 1896 il est nommé Directeur des mouvements du port de Cherbourg, et le 17 septembre il commande un groupe de torpilleurs de la Défense mobile de Cherbourg sur le T.106
Le 10 octobre 1897 il est versé dans la réserve, au port de Cherbourg.
Il démissionne de la Marine  le 23 août 1897, et devient Directeur de l'exploitation des chemins de fer de la Corse.
Nommé en 1911 capitaine de frégate, il meurt à Toulon le 13 décembre 1943.

## Décorations
- Chevalier de la Légion d'honneur le 28 décembre 1894,
- Officier de la Légion d'honneur

### Famille
- Charles Louis Fontaine est le père de :
  - Victor Maurice Fontaine (1857-1933), Officier de la Marine française, promotion 1873
  - Charles Antoine Fontaine (1864-1943), époux de Mathilde Julienne Fortier parents de:
    - Paul Louis Antoine Fontaine (1899-1976)
    - Marcel Henri Alphonse Fontaine (1900-1942), Officier de La Marine française, Mort pour la France